# He Touched Me/Bosom of Abraham
He Touched Me/Bosom of Abraham è un singolo discografico del cantante statunitense Elvis Presley pubblicato nel 1972 dalla RCA Records.
Il lato A, He Touched Me, è un brano musicale gospel composto da Bill Gaither nel 1963.

## Descrizione
Mentre Bill Gaither stava accompagnando il Dott. Dale Oldham nella sua crociata evangelica, il prete gli disse: "Bill, la parola touch ("toccare") è un termine molto popolare. È presente così spesso nel Nuovo Testamento nelle storie su Gesù che tocca gli occhi ai ciechi e li guarisce, o quando "tocca" le vite delle persone cambiandole per sempre. È una parola speciale, spirituale e dovresti scrivere una canzone che lodi il Suo tocco." Così fece Gaither. Quella settimana, il figlio del dottor Oldham, Doug Oldham, iniziò a cantarla durante le riunioni. Doug fu anche il primo a registrare la canzone (nel 1964). Non molto tempo dopo, il Bill Gaither Trio la incise.
Nel 1965 The Imperials registrarono He Touched Me per il loro album The Happy Sounds of Jake Hess and the Imperials, quindi ne incisero una versione più recente nel 1969 per il loro disco Love Is The Thing. Fu questa la versione sentita da Elvis Presley, che volle registrare la propria versione del pezzo. Il 5 maggio 1971, Elvis la incise in studio accompagnato dagli Imperials (ai cori di sottofondo) e decise che sarebbe stata un singolo. La canzone divenne la title track dell'omonimo album gospel del 1972 vincitore del premio Grammy Award.

## Tracce
1. He Touched Me – 2:40 (William J. Gaither)
2. Bosom of Abraham – 1:37 (William Johnson, George McFadden, Phillip Brooks)